# Линкълн (град, Калифорния)
Вижте пояснителната страница за други населени места с името Линкълн.
Линкълн (на английски: Lincoln) е град в окръг Плейсър, щата Калифорния, САЩ. Линкълн е с население от 47 674 жители (по приблизителна оценка от 2017 г.) и обща площ от 47,5 km². Намира се на 51 m надморска височина. ЗИП кодовете му са 95648, а телефонният му код е 916.